# 5 oktober
5 oktober is de 278ste dag van het jaar (279ste dag in een schrikkeljaar) in de gregoriaanse kalender. Hierna volgen nog 87 dagen tot het einde van het jaar.

## Gebeurtenissen
- Algemeen
  - 1976 - Loe de Jong publiceert een vernietigend rapport over Friedrich Weinreb.
  - 1999 - bij een spoorwegongeval bij Ladbroke Grove, een wijk van Londen, komen 31 mensen om het leven.
  - 2004 - Een ongeval in een vuurwerkfabriek in de regio Guangxi in het zuiden van China eist 27 doden.
  - 2015 - Luchtvaartmaatschappij Air France maakt bekend dat er de komende jaren 2900 banen zullen verdwijnen bij het bedrijf.
  - 2015 - Twee Russische gevechtsvliegtuigen die zonder toestemming door het Turkse luchtruim vliegen, worden door de Turkse luchtmacht onderschept.
  - 2015 - Overstromingen in de Amerikaanse staten North en South Carolina eisen 19 mensenlevens.
  - 2015 - Bij botsingen tussen Palestijnen en het Israëlische leger op de Westelijke Jordaanoever komen twee Palestijnse tieners om het leven.
  - 2016 - De Italiaanse kustwacht maakt bekend in slechts twee dagen tijd meer dan 10.000 vluchtelingen uit de Middellandse Zee voor de kust bij Libië te hebben gehaald. Zeker vijftig vluchtelingen zijn verdronken. Vanwege het rustige weer zijn mensensmokkelaars erg actief.[1]
  - 2017 - In de staat Minas Gerais in Brazilië valt een brandstichter een kinderdagverblijf aan door een klaslokaal in brand te steken. 14 personen, waaronder de dader, vinden hierbij de dood.[2]
  - 2017 - Hollywood-producer en Oscar-winnaar Harvey Weinstein raakt in opspraak na een artikel in The New York Times. De krant schrijft dat Weinstein tijdens zijn lange carrière tal van vrouwen, onder wie de actrice Ashley Judd, seksueel heeft lastiggevallen.[3]
  - 2020 - In Parijs worden de coronamaatregelen weer aangescherpt. Alle cafés gaan voor zeker twee weken dicht en restaurants mogen nog slechts tot 10 uur 's avonds openblijven.[4]
  - 2021 - Restaurant Noma in Kopenhagen is voor de 5e keer uitgeroepen tot beste restaurant van de wereld volgens de lijst van World's 50 Best Restaurants.[5]
  - 2021 - Op het strand bij Monster spoelen twee spitssnuitdolfijnen aan. Het lukt niet om de dieren te redden.[6]
- Bouwkunst en architectuur
  - 1982 - Koningin Beatrix overhandigt de sleutel aan de bewoner van de vijf miljoenste woning in Nederland.[7]
- Economie
  - 2015 - De Verenigde Staten, Canada, Australië, Japan en acht andere landen rond de Stille Oceaan sluiten het vrijhandelsverdrag Trans-Pacific Partnership.
- Kunst en cultuur
  - 1990 - De Driejaarlijkse Staatsprijs voor proza gaat naar de schrijfster Kristien Hemmerechts.[7]
  - 2017 - Directeur Wim van Limpt van Buma/Stemra heeft tienduizenden euro's uitgegeven aan onder meer businessclass vliegtickets, hotels, etentjes, een peperduur golfabonnement en een nieuwe inrichting van zijn kantoor. Dat meldt de Volkskrant.[8]
  - 2021 - De Gouden Griffel is toegekend aan schrijver Pieter Koolwijk voor zijn boek Gozert. De Gouden Penseel is voor Ludwig Volbeda die het boek Hele verhalen voor een halve soldaat van Benny Lindelauf illustreerde.[9]
  - 2023 - De Nobelprijs voor Literatuur is dit jaar toegekend aan de Noor Jon Fosse. De jury prijst Fosse "voor zijn vernieuwende toneelstukken en proza die stem geven aan het onzegbare".[10][11]
- Media
  - 1962 - De internationale première van de film Dr. No, de eerste James Bond-film.
  - 1969 - De eerste aflevering van Monty Python's Flying Circus uitgezonden door de BBC.[12]
  - 2005 - Start uitzendingen van TV Oranje.[7]
- Muziek
  - 1762 - Première van de opera Orfeo ed Euridice van Gluck in Wenen.
  - 1962 - 'Love Me Do' van de Beatles komt uit, hun eerste hit.[7]
- Oorlog
  - 456 - Bij de slag aan de Urbicus worden de Sueben verslagen door de Visigoten.[7]
  - 1988 - De Angolese regering is bereid om met de verzetsorganisatie UNITA te onderhandelen over beëindiging van de burgeroorlog, zegt president José Eduardo dos Santos in een vraaggesprek met het Franse dagblad Libération.
  - 2016 - Ruim 13 miljard euro wordt de Afghaanse president Ashraf Ghani toegezegd door de EU en andere internationale partners voor de veiligheid en wederopbouw van zijn land.
  - 2023 - In Oekraïne vallen zeker 51 doden bij een waarschijnlijk Russische raketaanval op Hroza, een dorp in de buurt van Koepjansk. Een supermarkt en een naastgelegen café worden getroffen.[13]
- Politiek
  - 610 - Herakleios wordt in Constantinopel gekroond tot keizer van het Byzantijnse Rijk.
  - 816 - Lodewijk de Vrome wordt in Reims door paus Stefanus IV tot keizer van het Heilige Roomse Rijk gekroond.
  - 1908 - Het autonome vorstendom Bulgarije verklaart zich onafhankelijk van het Osmaanse rijk.
  - 1908 - Oostenrijk-Hongarije annexeert Bosnië, dat vanaf 1878 een condominium was, bestuurd samen met het Ottomaanse Rijk.
  - 1910 - Portugal wordt een republiek na een coup tegen koning Emanuel II.[7]
  - 1970 - De Boliviaanse president, generaal Alfredo Ovanda Candia, treedt af.
  - 1988 - Dictator-generaal Augusto Pinochet van Chili verliest een referendum dat bedoeld was om zijn bewind met acht jaar te verlengen.
  - 1989 - Politie en leger in Panama-Stad vallen het kantoor van de oppositionele Authentieke Liberale Partij binnen, waar oppositieleider Guillermo Endara zijn zestien dagen durende hongerstaking heeft gehouden.
  - 1992 - De voormalige rebellenbeweging UNITA trekt haar militaire eenheden terug uit het Angolese regeringsleger en eist een herziening van de uitslag van de parlements- en presidentsverkiezingen.
  - 2012 - In Nederland zegt de partijtop van GroenLinks het vertrouwen op in partijleider Jolande Sap na de voor de partij desastreus verlopen Tweede Kamerverkiezingen. Zij treedt af en de volgende dag treedt ook het volledige partijbestuur, waaronder voorzitter Heleen Weening, af.
  - 2016 - De voormalige Portugese premier António Guterres wordt verkozen als de nieuwe secretaris-generaal van de Verenigde Naties. Hij volgt hierin Ban Ki-moon op.[14]
  - 2016 - De Europese Unie en Afghanistan sluiten in Brussel een voorlopige migrantenakkoord. Het akkoord behelst dat Afghanistan economische migranten en uitgeprocedeerde asielzoekers terugneemt in ruil voor jaarlijks 1,3 miljard euro aan financiële hulp van de EU.
  - 2016 - De Poolse regering trekt een wetsvoorstel voor een totaalverbod op abortus weer in na massale protesten hiertegen.
  - 2016 - In het Verenigd Koninkrijk stapt UKIP-leidster Diane James, die vorige maand werd gekozen als opvolgster van Nigel Farage, na drie weken op.
  - 2016 - De integriteitswaakhond van de Europese Commissie start een onderzoek naar de Nederlandse oud-minister Neelie Kroes vanwege het feit dat ze het naliet een baan bij een offshorebedrijf op de Bahama's ten tijde van haar functie als eurocommissaris te melden.[15]
- Recreatie
  - 2014 - De attractie Maelstrom in Epcot sluit haar deuren.
- Religie
  - 1823 - Kroning van paus Leo XII in Rome.[7]
  - 1995 - Paus Johannes Paulus II houdt in New York een toespraak tot de Algemene Vergadering van de Verenigde Naties.
  - 2003 - Heiligverklaring van Arnold Janssen (1837-1909), Duits priester, stichter van het Gezelschap van het Goddelijk Woord en twee zustercongregaties, door paus Johannes Paulus II.
  - 2014 - De twee weken durende Derde Buitengewone Algemene Assemblee van de Bisschoppensynode van de Rooms-Katholieke Kerk vindt plaats in Vaticaanstad.
- Sport
  - 2003 - Het Zimbabwaans voetbalelftal wint de zevende editie van de COSAFA Cup door in de finale (over twee wedstrijden) Malawi te verslaan.
  - 2014 - Bij het WK basketbal voor vrouwen in Turkije gaat de wereldtitel voor de negende keer naar het team van de Verenigde Staten.
  - 2017 - Robert Lewandowski scoort drie keer voor het Pools voetbalelftal in de WK-kwalificatiewedstrijd in en tegen Armenië (1-6) en is daardoor Pools topscorer aller tijden met vijftig goals.
  - 2019 - Sifan Hassan heeft bij de Wereldkampioenschappen atletiek 2019 in Doha haar tweede gouden medaille veroverd. De Arnhemse atlete won de 1.500 meter hardlopen.
  - 2021 - Bij de Europese Kampioenschappen baanwielrennen in het Zwitserse Grenchen behalen zowel de Nederlandse mannenploeg als de Nederlandse vrouwenploeg goud op de teamsprint. De vrouwenploeg rijdt een wereldrecord: 46s.551.[16]
  - 2021 - Hockeyster Malou Pheninckx maakt bekend dat ze stopt als international.[17]
- Wetenschap en technologie
  - 1936 - Totstandkoming van de eerste communicatie via coax-kabel, tussen New York en Philadelphia.[7]
  - 1948 - De International Union for Conservation of Nature and Natural Resources (IUCN), de internationale unie voor natuurbescherming, wordt opgericht.
  - 1962 - Oprichting van ESO, de Europese Zuidelijke Sterrenwacht.[18]
  - 2010 - Het Nobelcomité heeft Andre Geim en Konstantin Novoselov de Nobelprijs voor de Natuurkunde toegekend voor hun onderzoek naar grafeen.
  - 2015 - Het Nobelcomité maakt bekend dat de Ierse wetenschapper William Campbell samen met de Japanner Satoshi Ōmura en de Chinees Youyou Tu de Nobelprijs voor de Geneeskunde krijgt.
  - 2016 - De Kungliga Vetenskapsakademien maakt bekend dat de Nobelprijs voor Scheikunde wordt toegekend aan de chemici Ben Feringa, Fraser Stoddart en Jean-Pierre Sauvage voor hun onderzoek naar moleculaire nanomachines.[19]
  - 2017 - Wereldwijd worden sporen van pesticiden aangetroffen in honing. Het gaat om neonicotinoïden, een klasse landbouwbestrijdingsmiddelen die schadelijk is voor bijen maar onschadelijk voor de mens.
  - 2020 - Het Nobelcomité maakt bekend dat de Nobelprijs voor Geneeskunde dit jaar gaat naar de Brit Michael Houghton en de Amerikanen Harvey J. Alter en Charles M. Rice die het hepatitis C-virus hebben ontdekt.[20]
  - 2021 - De Russische actrice Joelia Peresild en regisseur-cameraman Klim Sjipenko gaan met Sojoez MS-19/65S naar het ISS om opnames te maken voor de film Vizov (De uitdaging). Dit is nooit eerder gedaan. Kosmonaut Anton Sjkaplerov is de commandant en helpt hen.[21]
  - 2021 - Het Nobelcomité maakt bekend dat de Nobelprijs voor Natuurkunde dit jaar voor de helft gaat naar de Amerikaans-Japanse klimatoloog Syukuro Manabe en de Duitse oceanograaf Klaus Hasselmann voor hun onderzoek naar het betrouwbaar voorspellen van de opwarming van de Aarde. De andere helft is voor Italiaanse theoretisch natuurkundige Giorgio Parisi voor zijn onderzoek naar verborgen patronen in ongeordende complexe materialen.[22]
  - 2022 - Lancering van een Falcon 9 raket van SpaceX vanaf Kennedy Space Center Lanceercomplex 39 voor de Crew-5 missie naar het ISS met de NASA astronauten Nicole Aunapu Mann en Josh Cassada, JAXA astronaut Koichi Wakata en Roskosmos kosmonaut Anna Kikina.[23]
  - 2022 - Lancering van een Falcon 9 raket van SpaceX vanaf Vandenberg Space Force Base SLC-4E voor de Starlink group 4-29 missie met 52 Starlink satellieten.[24]
  - 2022 - De Nobelprijs voor Scheikunde is dit jaar toegekend aan de Amerikanen Carolyn Bertozzi en Barry Sharpless en de Deen Morten Meldal. De wetenschappers hebben ontdekt hoe moleculen aan elkaar kunnen worden gekoppeld. Sharpless won in 2001 ook deze Nobelprijs.[25]
  - 2023 - Lancering met een Lange Mars 2D raket van China Aerospace Science Corporation (CASC) vanaf lanceerbasis Xichang LC-3 van de Yaogan 39 Group 03 missie met drie Chinese spionagesatellieten.[26]
  - 2023 - Lancering van een Falcon 9 raket van SpaceX vanaf Kennedy Space Center Lanceercomplex 40 voor de Starlink group 6-21 missie met 22 Starlink satellieten.[27]
  - 2023 - In een publicatie in het wetenschappelijk tijdschrift Science bevestigen onderzoekers dat gefossiliseerde menselijke voetsporen waarover op 23 september 2021 al een publicatie verscheen inderdaad zijn te dateren tussen 21.000 en 23.000 jaar geleden.[28][29][30]

## Geboren

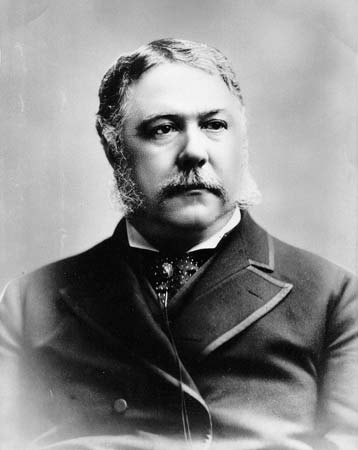
Chester Arthur
geboren in 1829

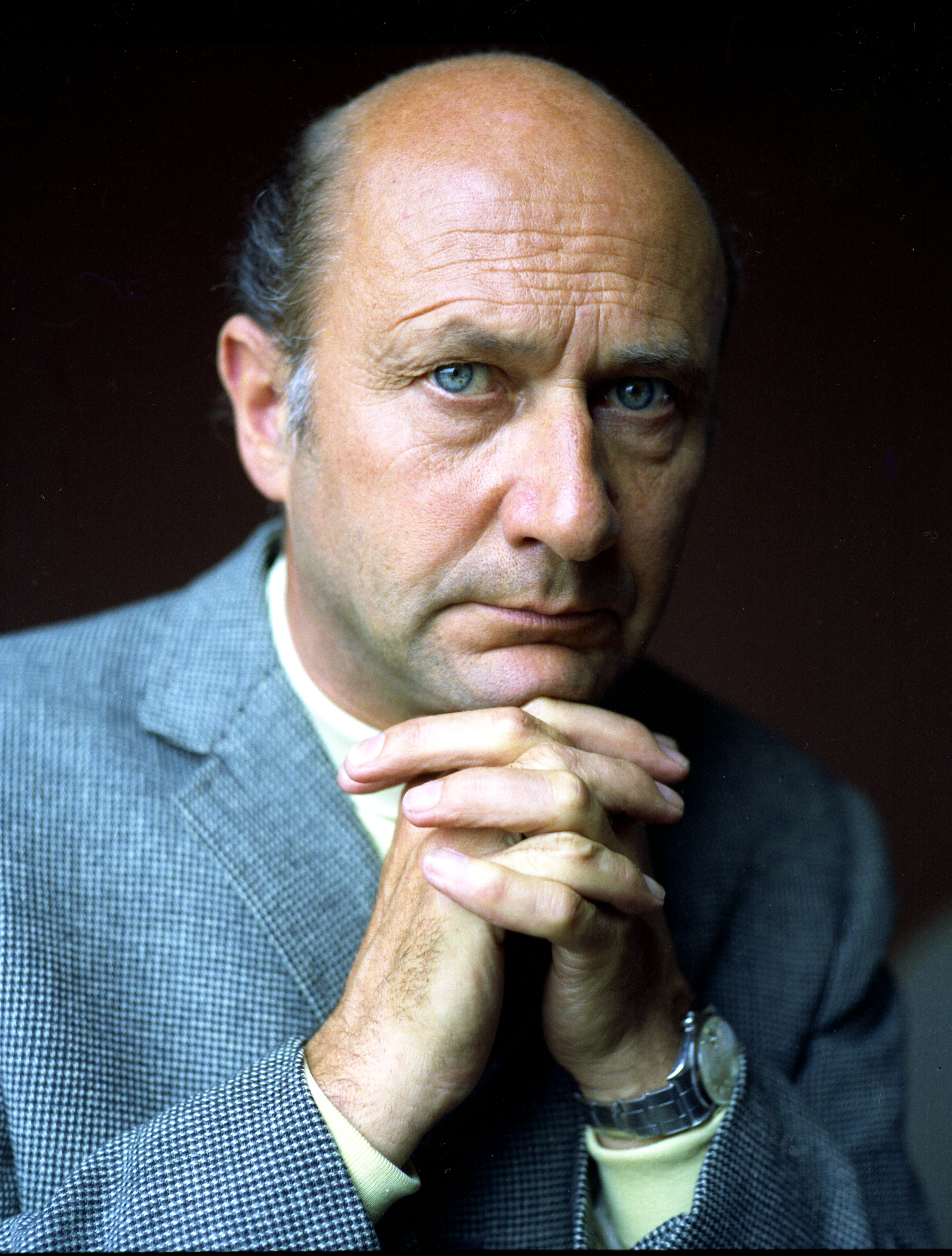
Donald Pleasence
geboren in 1919

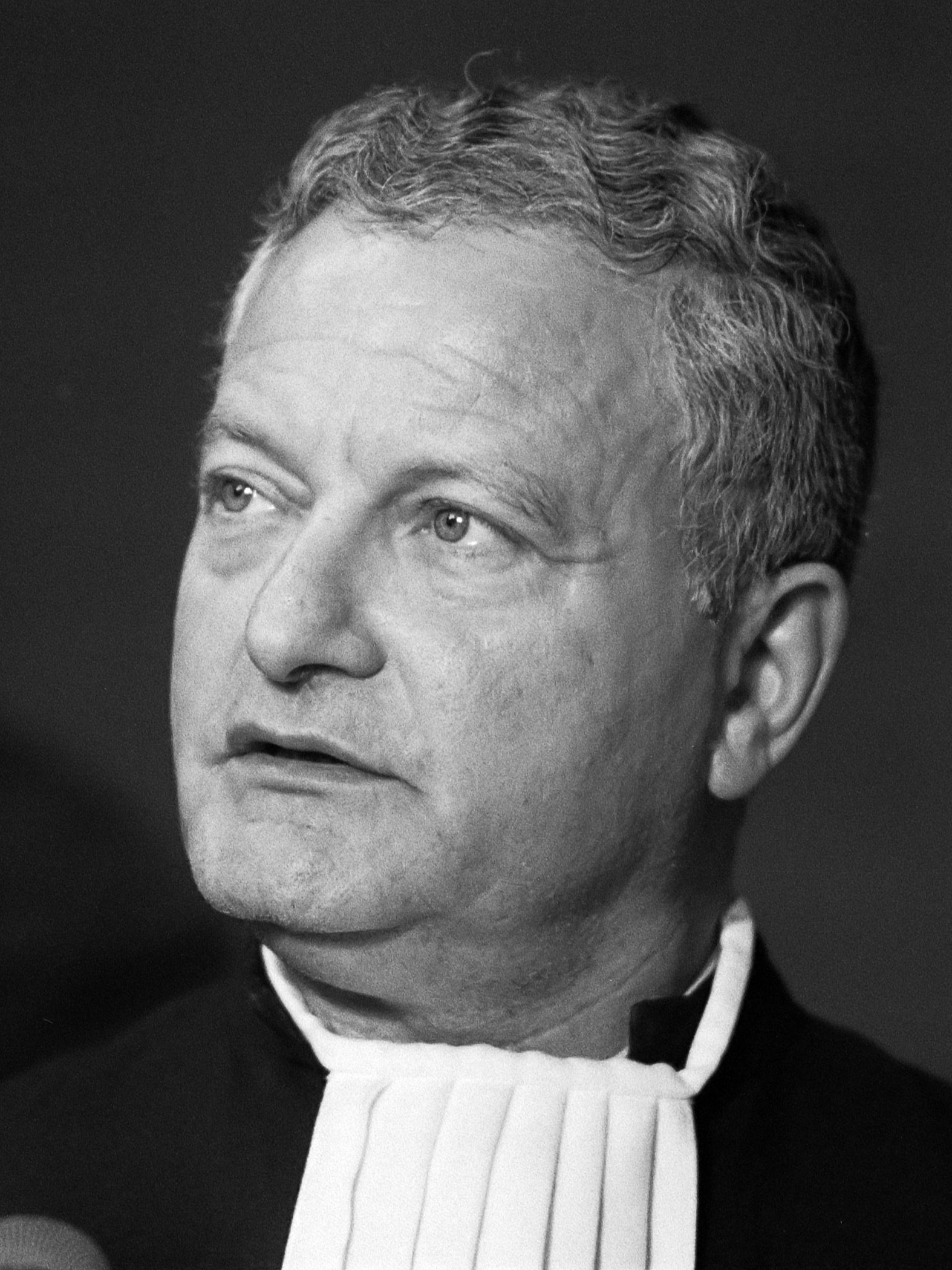
Max Moszkowicz sr.
geboren in 1926

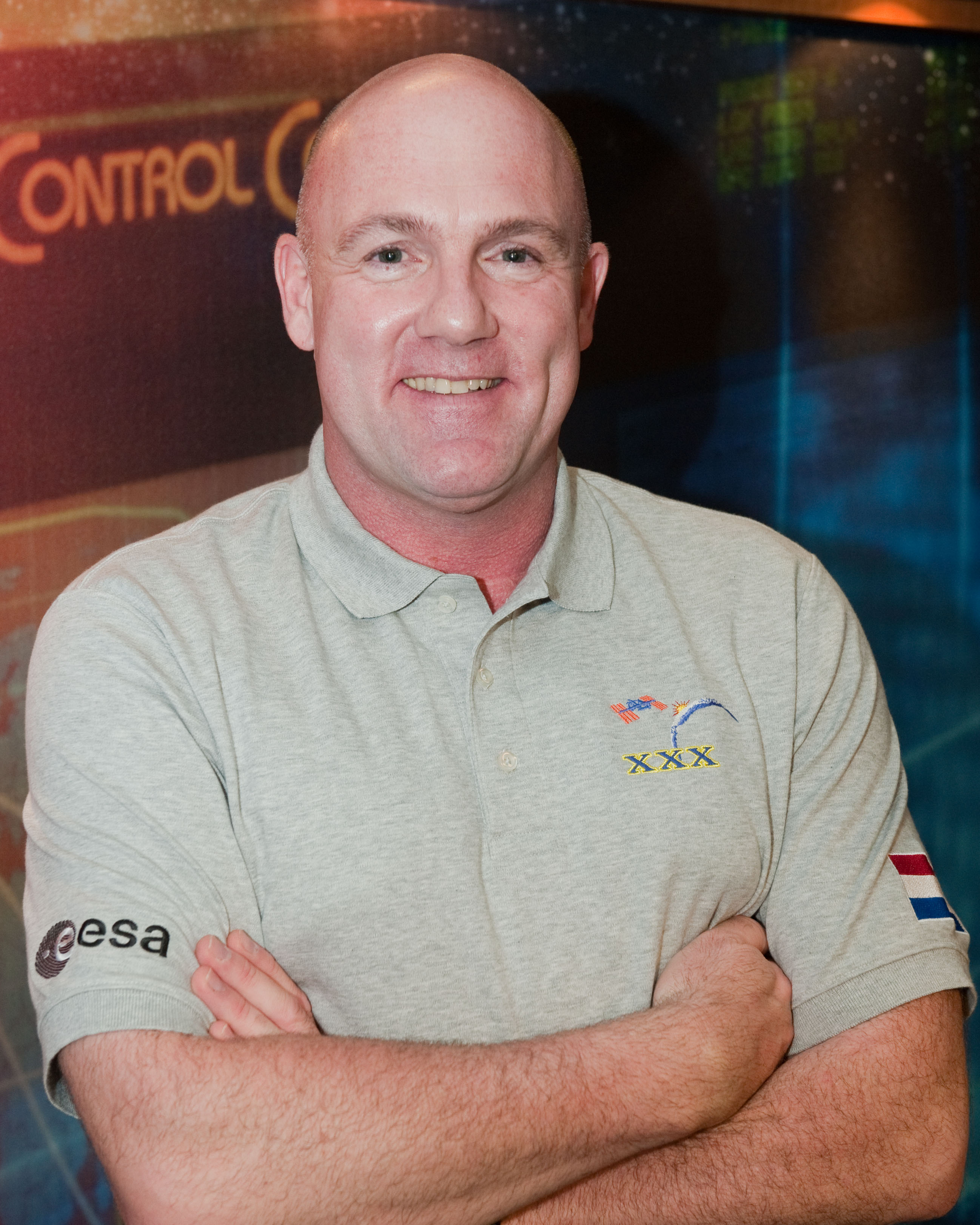
André Kuipers
geboren in 1958

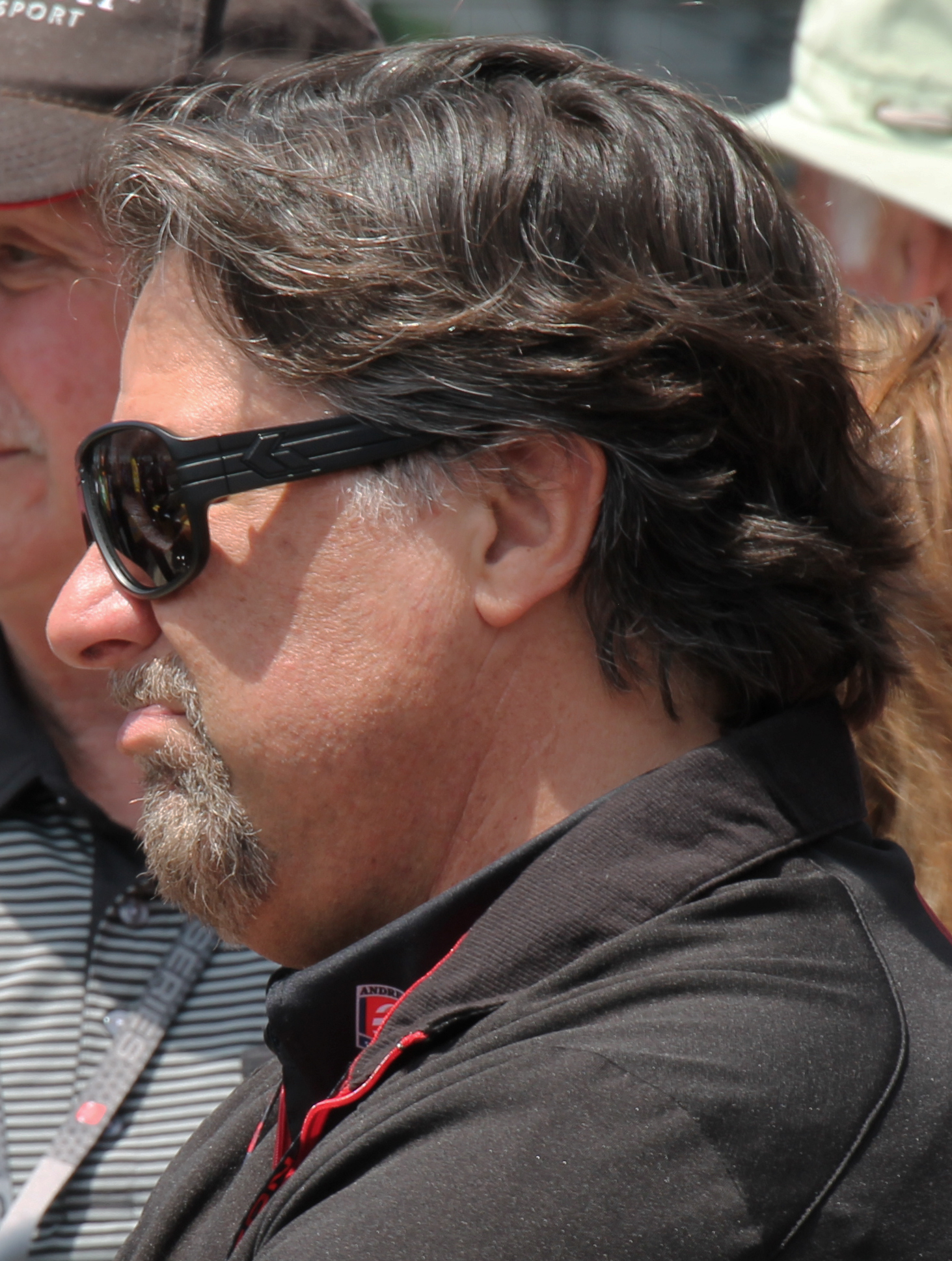
Michael Andretti
geboren in 1962

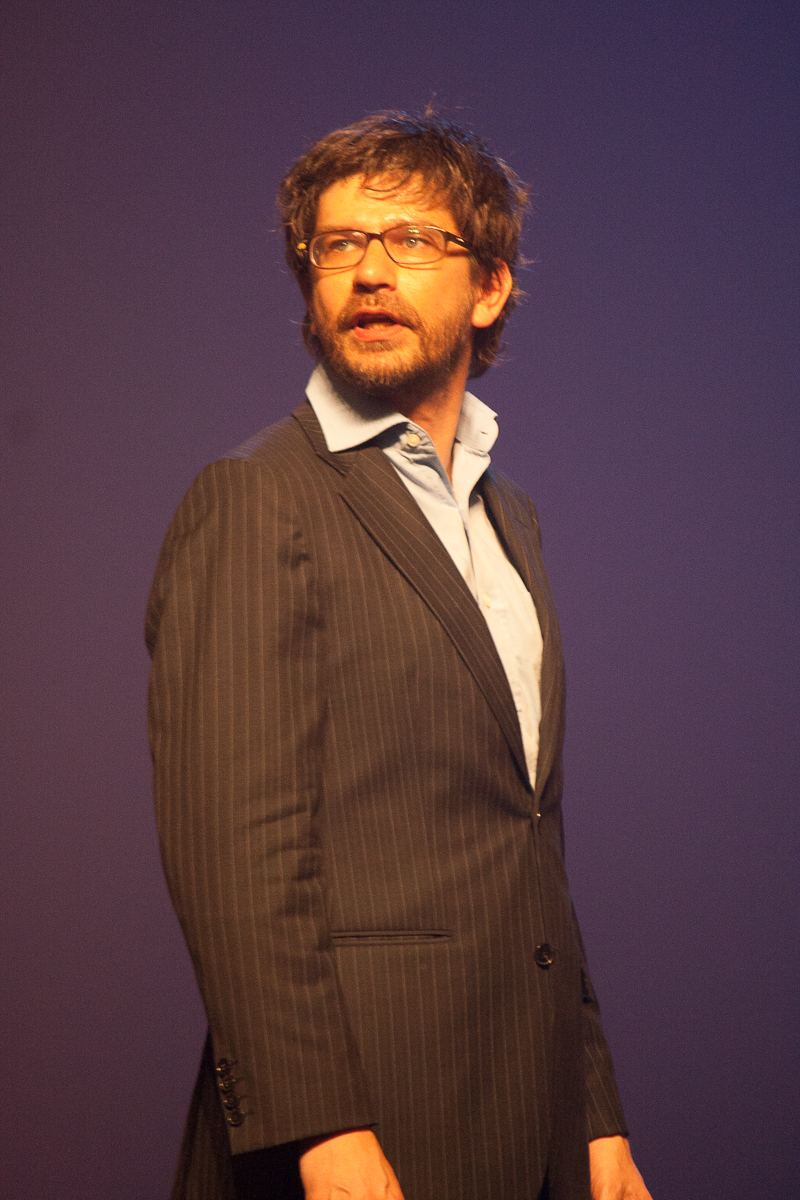
Wim Helsen
geboren in 1968

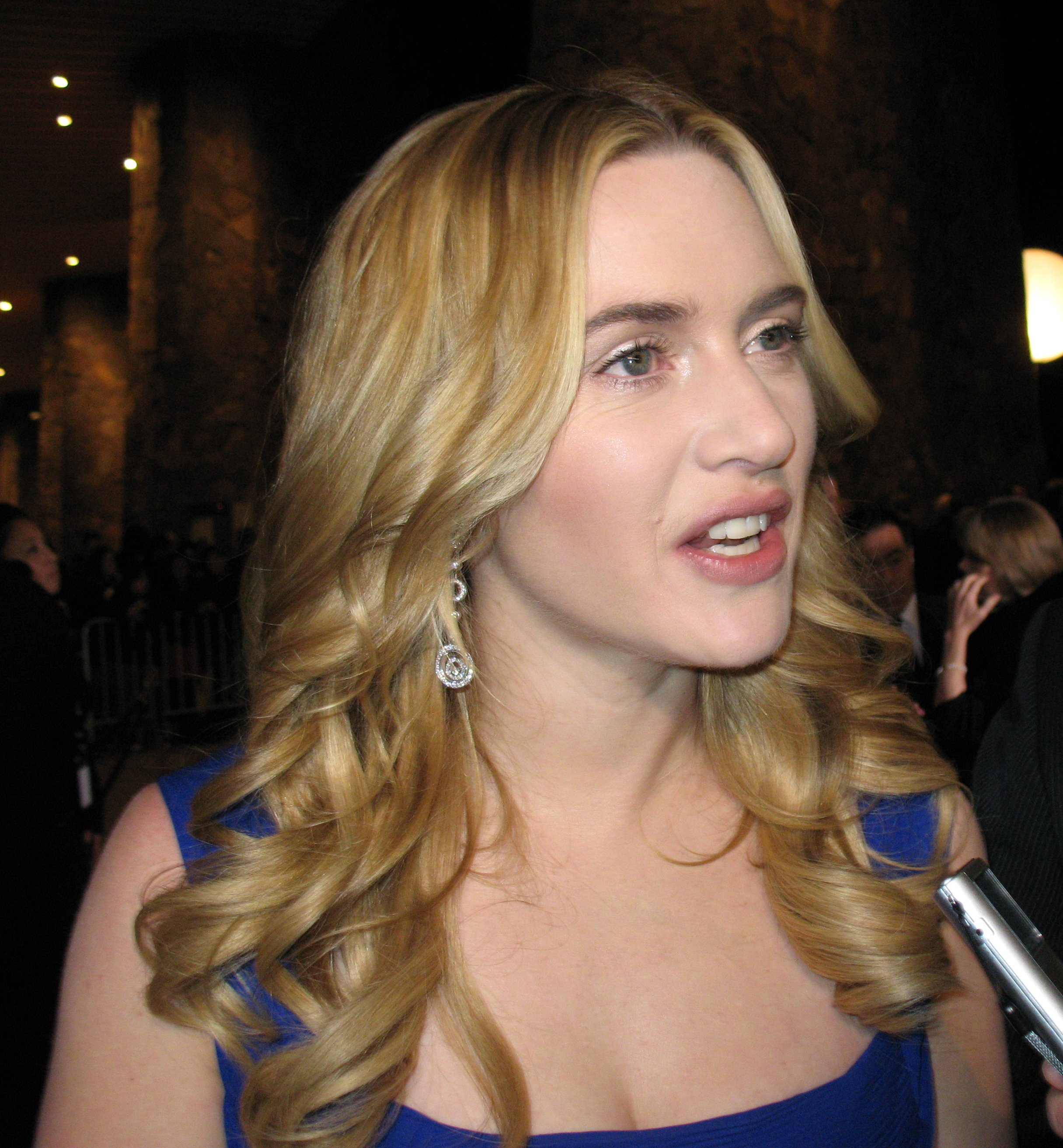
Kate Winslet
geboren in 1975

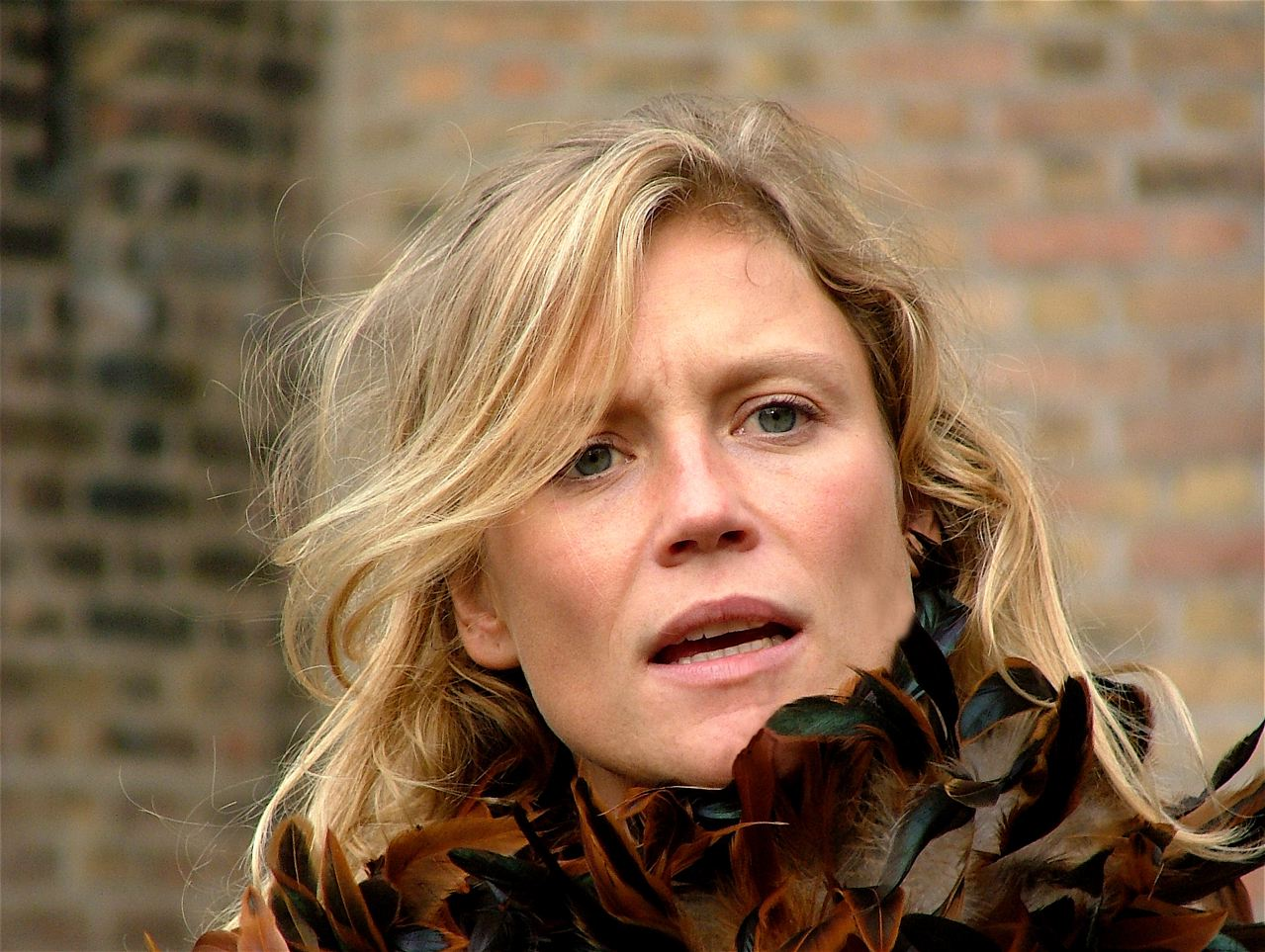
Sophie Hilbrand
geboren in 1975

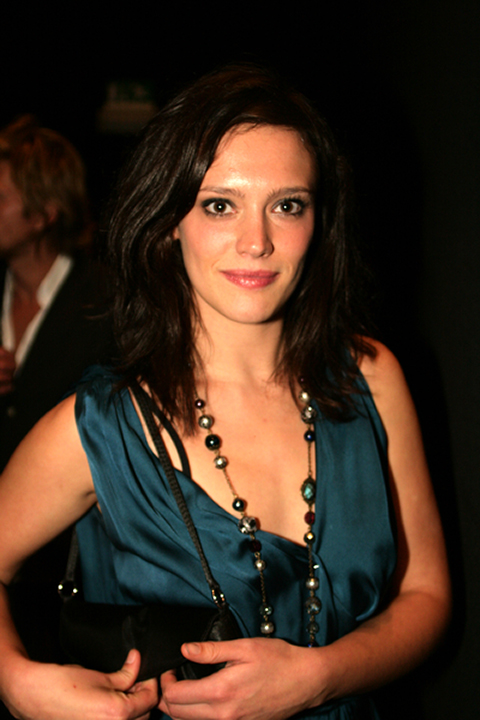
Marieke Dilles
geboren in 1986

- 1658 - Maria d'Este, gemalin van koning Jacobus II van Engeland (overleden 1718)
- 1713 - Denis Diderot, Frans filosoof (overleden 1784)
- 1777 - Guillaume Dupuytren, Frans chirurg (overleden 1835)
- 1830 - Chester Arthur, president van de Verenigde Staten (overleden 1886)
- 1840 - Johannes II, vorst van Liechtenstein (overleden 1929)
- 1865 - Jan Ernst van der Pek, Amsterdams architect (overleden 1919)
- 1872 - Cees van Hasselt, Nederlands voetballer, eerste bondscoach van het Nederlands elftal (overleden 1951)
- 1878 - Coen Hissink, Nederlands acteur en schrijver (overleden 1942)
- 1882 - Robert Goddard, Amerikaans raketpionier (overleden 1945)
- 1884 - Jan Klingen, Nederlands onderwijzer en verzetsstrijder tijdens de Tweede Wereldoorlog (overleden 1944)
- 1886 - Han Hollander, Nederlands sportverslaggever (overleden 1943)
- 1887 - René Cassin, Frans jurist en rechter (overleden 1976)
- 1887 - Nils Middelboe, Deens voetballer, voetbalcoach en voetbalscheidsrechter (overleden 1976)
- 1888 - Mary Fuller, Amerikaans actrice (overleden 1973)
- 1894 - Bevil Rudd, Zuid-Afrikaans atleet (overleden 1948)
- 1895 - Walter Bedell Smith, Amerikaans militair (overleden 1961)
- 1898 - Joseph Otterbeen, Belgisch atleet (overleden 1978)
- 1899 - Georges Bidault, Frans politicus (overleden 1983)
- 1900 - Sam Olij, Nederlands bokser (overleden 1975)
- 1901 - Willy Lages, Duits oorlogsmisdadiger (overleden 1971)
- 1907 - Mrs. (Elva) Miller, Amerikaans zangeres (overleden 1997)
- 1913 - Lode Janssens, Belgisch wielrenner (overleden 1978)
- 1919 - Joan van der Brugghen, Nederlands ingenieur (overleden 2006)
- 1919 - Luis Daal, Curaçaos schrijver, dichter, essayist, vertaler en papiamentist (overleden 1997)
- 1919 - Siny van Iterson, Antilliaans-Nederlands jeugdboekenschrijfster (overleden 2018)
- 1919 - Donald Pleasence, Brits acteur (overleden 1995)
- 1922 - José Froilán González, Argentijns autocoureur (overleden 2013)
- 1922 - Jock Stein, Schots voetbalcoach (overleden 1985)
- 1923 - Stig Dagerman, Zweeds schrijver, dichter en journalist (overleden 1954)
- 1923 - Glynis Johns, Brits actrice en zangeres (overleden 2024)
- 1924 - Olga Gyarmati, Hongaars atlete (overleden 2013)
- 1925 - Herbert Kretzmer, Zuid-Afrikaans journalist en songwriter (overleden 2020)
- 1926 - Coen Dillen, Nederlands voetballer (overleden 1990)
- 1926 - Hans Keuning, Nederlands dirigent, componist, pianist en muziekpedagoog (overleden 2016)
- 1926 - Max Moszkowicz sr., Nederlands advocaat (overleden 2022)
- 1927 - Marianne Dommisse, Nederlands fotografe (overleden 2014)
- 1927 - K.L. Poll, Nederlands journalist en schrijver (overleden 1990)
- 1928 - Willem de Kwaadsteniet, Nederlands politicus (overleden 1989)
- 1930 - Remy Merckx, Belgisch politicus (overleden 2010)
- 1930 - Pavlo Popovytsj, Russisch kosmonaut (overleden 2009)
- 1930 - Reinhard Selten, Duits econoom (overleden 2016)
- 1930 - Renze de Vries, Nederlands voetbalvoorzitter (overleden 2012)
- 1931 - Christiane Mercelis, Belgisch tennisster (overleden 2024)
- 1931 - Ismael Rivera, Puerto Ricaans zanger (overleden 1987)
- 1933 - Diane Cilento, Australisch actrice (overleden 2011)
- 1935 - Jos Lambrechts, Belgisch atleet (overleden 2015)
- 1936 - Václav Havel, Tsjechisch staatsman en schrijver (overleden 2011)
- 1938 - Ed Ocampo, Filipijns basketbalspeler en -coach (overleden 1992)
- 1939 - Henk Evers, Nederlands atleet
- 1939 - Marie Laforêt, Frans actrice, zangeres en schrijfster (overleden 2019)
- 1939 - Jan van Ossenbruggen, Nederlands muziekpedagoog en dirigent (overleden 2021)
- 1940 - Álvaro Bardón, Chileens neoliberaal econoom (overleden 2009)
- 1942 - Adri Dees, Nederlands politicus en burgemeester (overleden 2021)
- 1942 - Sjaak Roggeveen, Nederlands voetballer
- 1942 - Richard Street, Amerikaans soulzanger (overleden 2013)
- 1943 - Ivan Davidov, Bulgaars voetballer (overleden 2015)
- 1943 - Steve Miller, Amerikaans muzikant
- 1943 - Inna Tsjoerikova, Russisch actrice (overleden 2023)
- 1944 - Michael Ande, Duits acteur
- 1944 - Benk Korthals, Nederlands politicus
- 1944 - Hans Nieuwenhuis, Nederlands hoogleraar privaatrecht (overleden 2015)
- 1945 - Riek Aron, Surinaams politicus (overleden 2025)
- 1945 - Brian Connolly, Schots rocksinger-songwiter, toetsenist, gitarist en acteur (overleden 1997)
- 1946 - Pacita Abad, Filipijns kunstschilderes (overleden 2004)
- 1946 - Leen Van Brempt, Belgisch atlete
- 1946 - Dragan Samardžić, Joegoslavisch voetbaldoelman (overleden 2022)
- 1947 - Brian Johnson, Brits zanger (AC/DC)
- 1948 - Joseph Bruyère, Belgisch wielrenner
- 1948 - Con Meijer, Nederlands acteur (overleden 1998)
- 1948 - Sal Viscuso, Amerikaans acteur
- 1949 - Klaus Ludwig, Duits autocoureur
- 1949 - Alexander Rinnooy Kan, Nederlands wiskundige en topfunctionaris
- 1950 - Eddie Clarke, Brits gitarist (overleden 2018)
- 1950 - Paola del Medico, Zwitsers zangeres
- 1950 - Laura Gemser, Nederlands Indisch actrice
- 1950 - James Rizzi, Amerikaans popartkunstenaar (overleden 2011)
- 1951 - Karen Allen, Amerikaans actrice
- 1951 - Bob Geldof, Iers popmuzikant en activist
- 1952 - Clive Barker, Brits schrijver
- 1952 - Harold Faltermeyer, Duits muzikant
- 1953 - Russell Mael, Amerikaans zanger
- 1955 - Tate Armstrong, Amerikaans basketballer
- 1957 - Haydn Gwynne, Brits actrice (overleden 2023)
- 1957 - Hans Koeleman, Nederlands atleet
- 1957 - Bernie Mac, Amerikaans komiek en acteur (overleden 2008)
- 1957 - Lee Thompson, Brits saxofonist en zanger
- 1958 - Regine Berg, Belgisch atlete
- 1958 - André Kuipers, Nederlands ruimtevaarder
- 1959 - Kelly Joe Phelps, Amerikaans bluesmuzikant (overleden 2022)
- 1960 - Careca, Braziliaans voetballer
- 1962 - Michael Andretti, Amerikaans oud-coureur
- 1962 - Mike Conley, Amerikaans atleet
- 1962 - Juvenal Olmos, Chileens voetballer en voetbalcoach
- 1963 - John Buttigieg, Maltees voetballer en voetbalcoach
- 1963 - Laura Davies, Engels golfster
- 1963 - Michael Hadschieff, Oostenrijks schaatser
- 1964 - Seiko Hashimoto, Japans schaatsster en politica
- 1964 - Letitia Vriesde, Surinaams atlete
- 1965 - Theo Bos, Nederlands voetballer (overleden 2013)
- 1965 - Terje Hauge, Noors voetbalscheidsrechter
- 1965 - Els de Schepper, Belgisch actrice, cabaretière en schrijfster
- 1965 - Marijne van der Vlugt, Nederlands zangeres en presentatrice
- 1965 - Gregor Židan, Sloveens voetballer
- 1966 - Inessa Kravets, Sovjet-Russisch/Oekraïens atlete
- 1966 - Jan Verhaas, Nederlands snookerscheidsrechter
- 1967 - Rudi Kemna, Nederlands wielrenner en ploegleider
- 1967 - Jeroen Olyslaegers, Belgisch schrijver
- 1967 - Guy Pearce, Australisch acteur
- 1968 - Fabián Estay, Chileens voetballer
- 1968 - Wim Helsen, Belgisch cabaretier, komiek, acteur en columnist
- 1969 - Igor Oprea, Moldavisch voetballer
- 1970 - Josie Bissett, Amerikaans actrice
- 1970 - Mark Luijpers, Nederlands voetballer
- 1971 - Bertrand Crasson, Belgisch voetballer
- 1971 - Wim Omloop, Belgisch wielrenner
- 1971 - Nicola Rizzoli, Italiaans voetbalscheidsrechter
- 1973 - Jacqueline Poelman, Nederlands atlete
- 1974 - Geoffrey Claeys, Belgisch voetballer
- 1974 - Douglas Emerson, Amerikaans acteur
- 1974 - Marshall Lancaster, Brits acteur
- 1974 - Jeff Strasser, Luxemburgs voetballer
- 1975 - Sophie Hilbrand, Nederlands televisiepresentatrice en actrice
- 1975 - Parminder Nagra, Brits actrice
- 1975 - Kate Winslet, Brits actrice
- 1976 - Carlos Cárdenas, Boliviaans voetballer
- 1976 - Dennis Haar, Nederlands voetbaltrainer
- 1976 - Froukje Jansen, Nederlands televisiepresentatrice en actrice
- 1976 - Ramzan Kadyrov, Tsjetsjeens politicus
- 1976 - Paul Matthijs, Nederlands voetballer
- 1976 - Rico Rex, Duits kunstschaatser
- 1977 - Konstantin Zyrjanov, Russisch voetballer
- 1978 - James Valentine, Amerikaans gitarist
- 1979 - Darl Douglas, Surinaams voetballer
- 1979 - Vincent van Essen, Nederlands (televisie)kok
- 1979 - Andrew Greet, Brits schaker
- 1979 - Vince Grella, Australisch voetballer
- 1979 - Kim Pieters, Nederlands actrice
- 1980 - James Toseland, Brits motorcoureur
- 1980 - Joakim Brodén, Zweeds zanger bij Sabaton
- 1981 - Enrico Fabris, Italiaans schaatser
- 1982 - Elena Romagnolo, Italiaans atlete
- 1983 - Xavier Chen, Belgisch voetballer
- 1983 - EES, Namibisch muzikant
- 1983 - Jesse Eisenberg, Amerikaans acteur
- 1984 - Zlatko Dedič, Sloveens voetballer
- 1984 - Laura Mononen, Fins langlaufster
- 1984 - Angel Perkins, Amerikaans atlete
- 1985 - Matteo Marsaglia, Italiaans alpineskiër
- 1985 - Nicola Roberts, Brits zangeres
- 1986 - Rui Alberto Costa Fario, Portugees wielrenner
- 1986 - Marieke Dilles, Belgisch theater- en filmactrice
- 1986 - Kirk Shepherd, Engels darter
- 1987 - Jean Basson, Zuid-Afrikaans zwemmer
- 1987 - Kevin Mirallas, Belgisch voetballer
- 1987 - Javier Villa, Spaans autocoureur
- 1988 - Robbie Kruse, Australisch voetballer
- 1988 - Meagen Nay, Australisch zwemster
- 1988 - Anthony Van Loo, Belgisch voetballer
- 1989 - Žanna Juškāne, Lets biatlete
- 1989 - Robert Minderhoud (Joker(tje) of barry), Nederlands mediapersoonlijkheid
- 1989 - Kimiya Sato, Japans autocoureur
- 1989 - Benjamin Weger, Zwitsers biatleet
- 1990 - Andrea Colombo, Italiaans voetbalscheidsrechter
- 1990 - Rachel Klamer, Nederlands triatlete en duatlete
- 1991 - Margot De Ridder, Belgisch actrice
- 1991 - Davide Petrucci, Italiaans voetballer
- 1991 - Arthur Pic, Frans autocoureur
- 1992 - Sander Gillis, Belgisch radio- en televisiepresentator
- 1992 - Remco Goetheer, Nederlands atleet
- 1992 - Kevin Magnussen, Deens autocoureur
- 1995 - Joe Buck (Sjoerd de Buck), Nederlands singer-songwriter
- 1995 - Victor Franzoni, Braziliaans autocoureur
- 1996 - Sevn Alias (Sevaio Mook), Nederlands rapper
- 1996 - Teal Harle, Canadees freestyleskiër
- 1997 - Carlos Samudio, Panamees wielrenner
- 1999 - Elias Maris, Belgisch wielrenner
- 1999 - Sena Tomita, Japans snowboardster
- 1999 - Bo van Wetering, Nederlands handbalster
- 2000 - Giacomo Altoè, Italiaans autocoureur
- 2000 - Femke Kok, Nederlands schaatsster
- 2000 - Eugene Omalla, Oegandees-Nederlands atleet
- 2003 - Pam Korsten, Nederlands handbalster
- 2005 - Noah Nartey, Deens-Ghanees voetballer

## Overleden

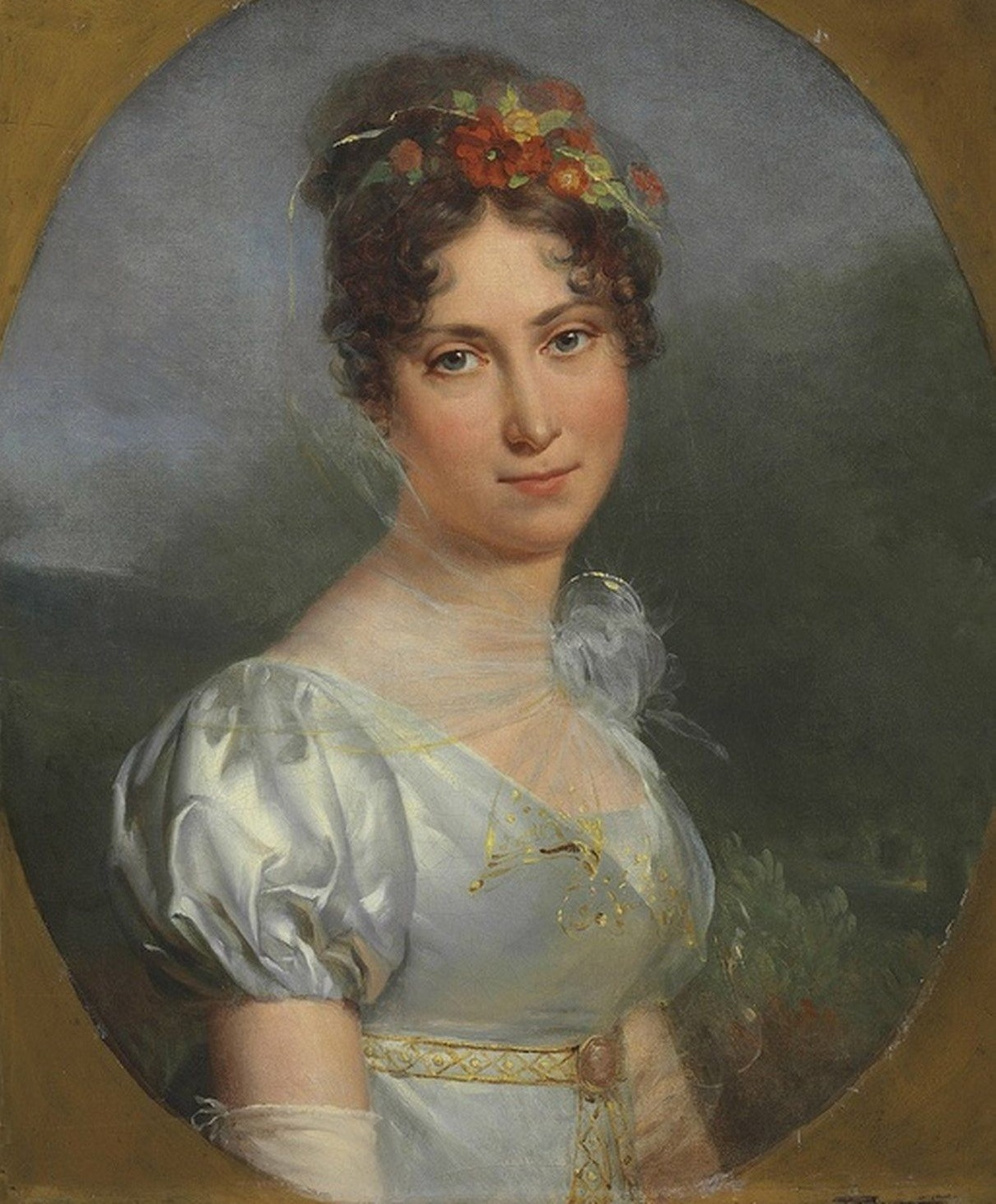
Hortense de Beauharnais
overleden in 1837

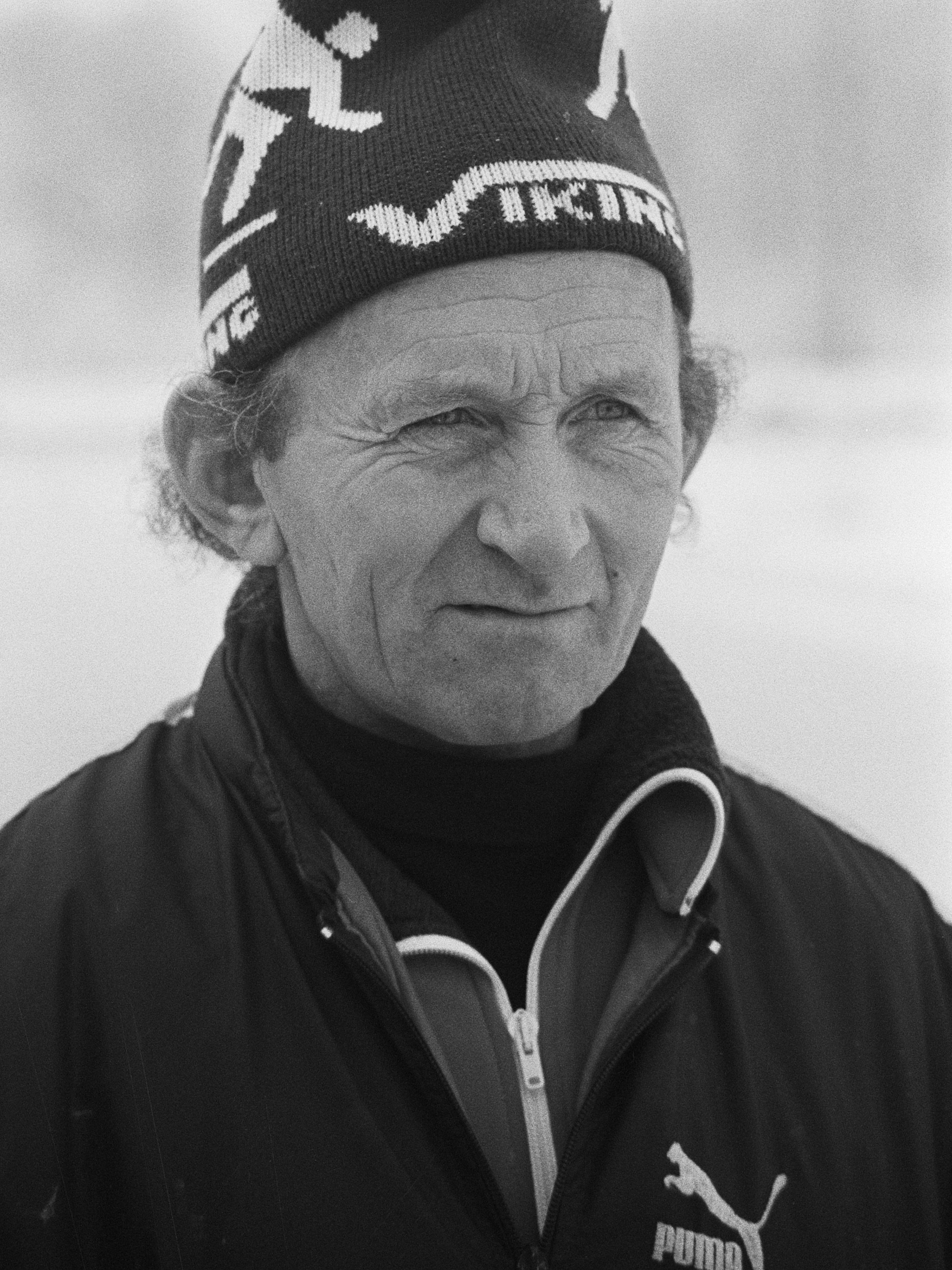
Egbert van 't Oever
overleden in 2001

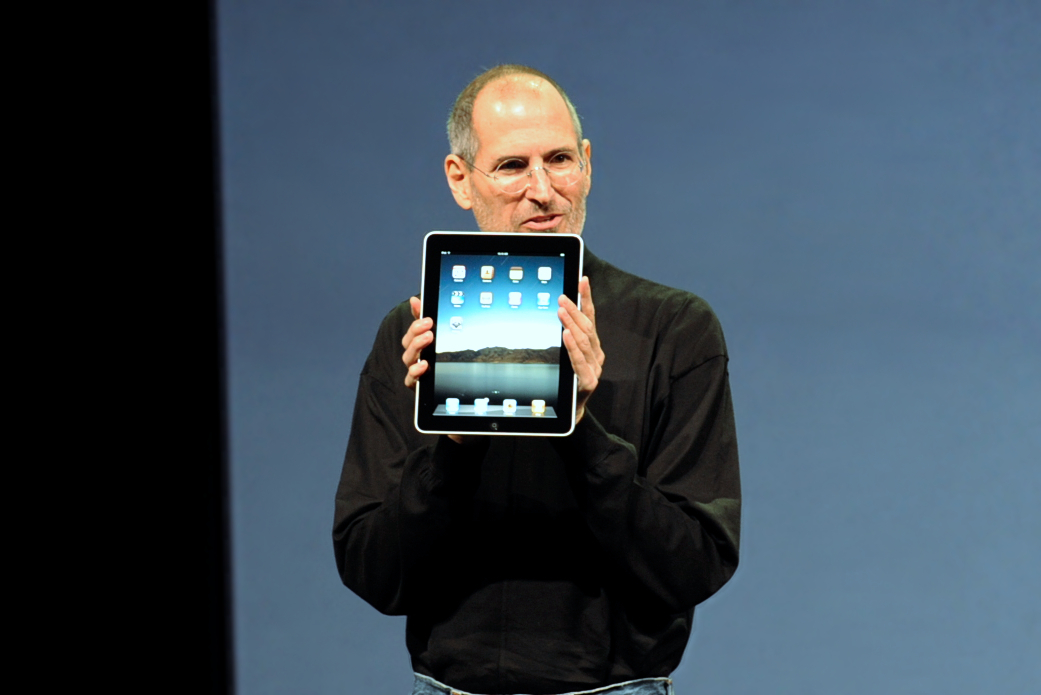
Steve Jobs
overleden in 2011

- 578 - Justinus II (58), Byzantijns keizer
- 1056 - Hendrik III (38), keizer van het Heilige Romeinse Rijk
- 1214 - Alfons VIII (58), koning van Castilië
- 1285 - Filips III de Stoute (40), koning van Frankrijk
- 1523 - Bogislaw X van Pommeren (69), Hertog van Pommeren-Wolgast, Stolp en Stettin en Hertog van Pommeren.
- 1564 - Pierre de Manchicourt (54), Frans-Belgisch renaissancecomponist
- 1803 - Samuel Adams (81), Amerikaans politicus
- 1813 - Tecumseh (45), indianenleider
- 1837 - Hortense de Beauharnais (54), koningin van Holland
- 1867 - Willem van Hessen-Kassel (79), zoon van prins Frederik van Hessen
- 1874 - Charles-Mathias Simons (72), Luxemburgs politicus
- 1880 - Jacques Offenbach (61), Duits-Frans componist
- 1907 - Johan Frederik Kruse (59), Nederlands orgelbouwer
- 1933 - Renée Adorée (35), Frans-Amerikaans actrice
- 1936 - J. Slauerhoff (38), Nederlands schrijver
- 1949 - Theo Slot (54), Nederlands vliegtuigontwerper
- 1950 - Gerard Bertheloot (44), Belgisch atleet
- 1960 - Alfred L. Kroeber (84), Amerikaans cultureel antropoloog
- 1962 - Rasmus Rasmussen (91), Faeröers pedagoog, politicus en schrijver
- 1965 - Georges Vantongerloo (78), Belgisch kunstschilder, beeldhouwer en architect
- 1966 - Leo Brenninkmeijer (60), Nederlands ondernemer
- 1972 - Henri Bernard (82), Belgisch politicus
- 1972 - Solomon Lefschetz (88), Amerikaans wiskundige
- 1972 - Børge Mogensen (58), Deens meubelontwerper
- 1976 - Lars Onsager (72), Noors-Amerikaans chemicus
- 1981 - Gloria Grahame (57), Amerikaans actrice
- 1983 - Antonio de las Alas (93), Filipijns politicus
- 1983 - Earl Tupper (76), Amerikaans uitvinder
- 1986 - James Hardy Wilkinson (67), Brits wiskundige en informaticus
- 1987 - Richard Kubus (73), Duits voetballer
- 1992 - Paul Acket (69), Nederlands impresario
- 1993 - Francesco Carpino (88), Italiaans curiekardinaal
- 1994 - Nini Rosso (68), Italiaans jazztrompettist en -componist
- 1995 - Linda Gary (50), Amerikaans stemactrice
- 2000 - Cătălin Hîldan (24), Roemeens voetballer
- 2000 - Sidney Yates (91), Amerikaans politicus
- 2001 - Mike Mansfield (98), Amerikaans politicus en diplomaat
- 2001 - Egbert van 't Oever (74), Nederlands schaatscoach
- 2001 - Emilie Schindler (93), Duits verzetsstrijder in de Tweede Wereldoorlog
- 2002 - Eddy van Vliet (60), Belgisch dichter en advocaat
- 2003 - Wil van Beveren (91), Nederlands atleet en sportjournalist
- 2003 - Neil Postman (72), Amerikaans mediacriticus
- 2003 - Timothy Treadwell (46), Amerikaans natuurbeschermer
- 2006 - Don Thompson (73), Brits atleet
- 2007 - Leo de Hartogh (91), Nederlands acteur
- 2009 - Rob Bron (64), Nederlands motorcoureur
- 2010 - Bernard Clavel (87), Frans schrijver
- 2010 - Steve Lee (47), Zwitsers muzikant en zanger
- 2011 - Níver Arboleda (43), Colombiaans voetballer
- 2011 - Graham Dilley (52), Engels cricketspeler
- 2011 - Bert Jansch (67), Schots zanger
- 2011 - Steve Jobs (56), Amerikaans zakenman, (mede-)oprichter van Apple Inc.
- 2011 - Charles Napier (75), Amerikaans acteur
- 2011 - Fred Shuttlesworth (89), Amerikaans burgerrechtenactivist
- 2012 - Gré Visser (95), Nederlands verzetsstrijdster en rechtvaardige onder de volkeren
- 2013 - Jan Hinnekens (86), Belgisch bestuurder, voorzitter Boerenbond
- 2013 - Willy Lohmann (77), Nederlands striptekenaar
- 2014 - Andrea de Cesaris (55), Italiaans formule 1-coureur
- 2014 - Anna Przybylska (35), Pools actrice en model
- 2015 - Chantal Akerman (65), Belgisch regisseuse
- 2015 - Joker Arroyo (88), Filipijns advocaat en politicus
- 2015 - Carlos van Bourbon (77), Spaans infant
- 2015 - Grace Lee Boggs (100), Amerikaans schrijfster en burgerrechtactiviste
- 2015 - Henning Mankell (67), Zweeds schrijver
- 2015 - Jos Vandeloo (90), Belgisch schrijver
- 2016 - Michal Kováč (86), eerste president van Slowakije
- 2017 - Toon Geurts (85), Nederlands kanovaarder
- 2017 - Eberhard van der Laan (62), Nederlands politicus, burgemeester en advocaat
- 2017 - Anne Wiazemsky (70), Frans actrice en schrijfster
- 2018 - Jimmy Duquennoy (23), Belgisch wielrenner
- 2019 - Tony Hoar (87), Brits wielrenner en uitvinder
- 2019 - Henry Keizer (58), Nederlands voormalig VVD-voorzitter en ondernemer
- 2019 - Tome (62), Belgisch stripauteur
- 2020 - Kieran Halpin (65), Iers gitarist en songwriter
- 2020 - K.K. Usha (81), Indiaas rechter
- 2021 - Francisca Celsa dos Santos (116), Braziliaans supereeuwelinge, de op de twee na oudste levende mens ter wereld
- 2021 - Robert Hosp (81), Zwitsers voetballer
- 2021 - Jerry Shipp (86), Amerikaans basketballer
- 2021 - Willem Zuidwijk (87), Nederlands bestuurder en politicus
- 2022 - Ann-Christine Nyström (78), Fins zangeres
- 2023 - Paul Ramboux (91), Belgisch striptekenaar
- 2024 - Brenda Froyen (46), Belgisch auteur en activiste
- 2024 - Ifigenia Martínez (99), Mexicaans politica en econoom

## Viering/herdenking

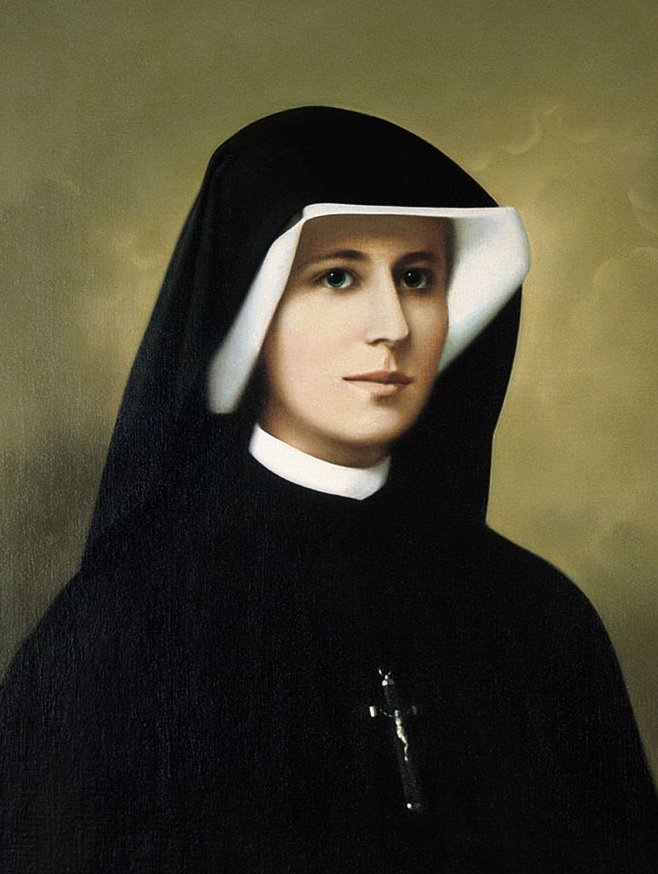

- Werelddag van de leerkrachten (UNESCO)
- Rooms-Katholieke kalender:
  - Heilige Maria Faustina Kowalska, apostel van de Goddelijke Barmhartigheid († 1938) - Vrije gedachtenis
  - Heilige Placidus (van Subiaco) († c. 540)
  - Heilige Galla (van Rome) († c. 550)
  - Heilige Flora van Beaulieu, patrones van alle vrouwen die de naam van een bloem dragen († 1347)
  - Heilige Meinolf van Paderborn († c. 859)
  - Heilige Bartolomeüs Longo († 1926)
  - Heilige Charitina van Amasea († 304)
  - Heilige Attilanus van Zamora († c. 915 of c. 1005)
  - Heilige Anna Schäffer († 1925)
  - Zalige Aymard (van Citiny) († 965)
  - Zalige Raymundus van Capua († 1399)
  - Zalige Barthelomeus Longo († 1926)
  - Zalige Franz Seelos († 1867)

## Weerextremen

### Nederland
| | Officiële records | Officiële records | Officiële records |      | Landelijke records | Landelijke records | Landelijke records                         |
| Gebeurtenis | Jaar              | Extreem           | Locatie           | Jaar | Extreem            | Locatie            |                                            |
| --- | ----------------- | ----------------- | ----------------- | ---- | ------------------ | ------------------ | ------------------------------------------ |
| Laagste etmaalgemiddelde temperatuur (°C) | 1912              | 4,2               | De Bilt           |      | 1912               | 3,6                | Maastricht                                 |
| Hoogste etmaalgemiddelde temperatuur (°C) | 2011              | 17,2              | De Bilt           |      | 1942               | 17,8               | Maastricht                                 |
| Laagste minimumtemperatuur (°C) | 1912              | −2,2              | De Bilt           |      | 1912               | −2,2               | De Bilt                                    |
| Hoogste minimumtemperatuur (°C) | 2011              | 15,7              | De Bilt           |      | 2011               | 16,7               | Hoek van Holland                           |
| Laagste maximumtemperatuur (°C) | 1998              | 9,0               | De Bilt           |      | 1998               | 7,6                | Nieuw Beerta                               |
| Hoogste maximumtemperatuur (°C) | 1921              | 22,2              | De Bilt           |      | 1921               | 26,3               | Maastricht                                 |
| Hoogste uurgemiddelde windsnelheid (m/s) | 1930              | 12,9              | De Bilt           |      | 2017               | 22,0               | Lauwersoog, Vlieland                       |
| Hoogste windstoot (m/s) | 2012              | 21,0              | De Bilt           |      | 2022               | 32,0               | IJmuiden                                   |
| Langste zonneschijnduur (uur) | 1972              | 10,4              | De Bilt           |      | 2016 2018          | 10,5               | Hoorn Terschelling Gilze-Rijen, Maastricht |
| Langste neerslagduur (uur) | 2008              | 19,7              | De Bilt           |      | 2008               | 22,0               | Hoogeveen                                  |
| Hoogste etmaalsom van de neerslag (mm) | 2017              | 25,2              | De Bilt           |      | 2008               | 90,2               | De Kooy                                    |
| Laagste etmaalgemiddelde relatieve vochtigheid (%) | 1972              | 59                | De Bilt           |      | 1947               | 49                 | Maastricht                                 |
| Laagste uurwaarde luchtdruk op zeeniveau (hPa) | 1905              | 988,8             | De Bilt           |      | 1905               | 988,8              | De Bilt                                    |
| Hoogste uurwaarde luchtdruk op zeeniveau (hPa) | 1971              | 1037,3            | De Bilt           |      | 1971               | 1038,1             | Eelde                                      |
| Officiële records worden altijd gemeten op het KNMI-weerstation in De Bilt. Landelijke records kunnen worden gemeten op elk officieel KNMI-weerstation in Nederland. |                   |                   |                   |      |                    |                    |                                            |

Uitzonderlijke gebeurtenissen
- 2008 - Landelijk maandrecord hoogste etmaalsom van de neerslag in mm van oktober gemeten in De Kooy: 90,2

### België
Dagrecords
- 1881 - Laagste etmaalgemiddelde temperatuur 2,9 °C
- 1921 - Hoogste etmaalgemiddelde temperatuur 20,2 °C
- 1881 - Laagste minimumtemperatuur −1,5 °C
- 1921 - Hoogste maximumtemperatuur 27 °C
- 1885 - Hoogste etmaalsom van de neerslag 29,6 mm

<< · 1 · 2 · 3 · 4 · 5 · 6 · 7 · 8 · 9 · 10 · 11 · 12 · 13 · 14 · 15 · 16 · 17 · 18 · 19 · 20 · 21 · 22 · 23 · 24 · 25 · 26 · 27 · 28 · 29 · 30 · 31 · >>